# Diagnosrelaterade grupper
Diagnosrelaterade grupper (DRG) är ett sätt att klassificera vårdinsatser i sjukvården. Genom att sammanställa diagnoskoder (baserade på ICD-10 koder) skapas DRG koder. DRG koderna kan sedan användas för kostnadsanalyser och produktivitetsmått. Grunderna till DRG skapades av hälsoekonomer i USA. Justeringar och anpassning har gjorts till Norden genom skapandet av NordDRG. Socialstyrelsen förvaltar och underhåller den svenska delen av NordDRG.